# Pseudococcobius annulipes
Pseudococcobius annulipes är en stekelart som beskrevs av John S. Noyes 1988. Pseudococcobius annulipes ingår i släktet Pseudococcobius och familjen sköldlussteklar. Inga underarter finns listade i Catalogue of Life.